# (4683) Veratar
(4683) Veratar es un asteroide perteneciente al cinturón de asteroides, descubierto el 1 de abril de 1976 por Nikolái Stepánovich Chernyj desde el Observatorio Astrofísico de Crimea (República de Crimea).

## Designación y nombre
Designado provisionalmente como 1976 GJ1. Fue nombrado Veratar en honor a la astrónoma soviética rusa Vera Petrovna Tarashchuk.